# Я тучи разведу руками
«Я тучи разведу руками» — четвёртый студийный альбом российской певицы Ирины Аллегровой, выпущенный в 1996 году на лейблах Rec Records и АРС Records. Это был первый альбом Аллегровой, полностью спродюсированный Игорем Крутым, с которым она впоследствии выпустит ещё два альбома.
К выходу альбома была приурочена одноимённая концертная программа, которая несколько вечеров проходила в московском ГЦКЗ «Россия», а позже была представлена по всей России. Также был презентован концертный фильм.
Согласно данным «Российского музыкального ежегодника», составленного специалистами агентства InterMedia, «Я тучи разведу руками» стал девятым самым продаваемым альбомом на компакт-кассетах, а также самым продаваемым на компакт-дисках в России в 1996 году.

## Отзывы критиков
| Оценки критиков | Оценки критиков |
| Источник        | Оценка          |
| --------------- | --------------- |
| Живой звук      | [ 3 ]           |

Дмитрий Аношин в своей рецензии для газеты «Живой звук» отметил, что с таким композитором как Крутой «любые тучи разводятся враз». Он заявил, что альбому обеспечен успех, поскольку хитов на нём достаточно, также он отметил шикарное оформление альбома, которому соответствует музыка и аранжировки. Рецензент отметил и новый имидж Аллегровой, который стал строгим и спокойным, хотя в некоторых песнях всё же присутствует «необходимая пикантность».
Песни «Я тучи разведу руками» и «Свадебные цветы» газета «Комсомольская правда» включила в список лучших песен Ирины Аллегровой, отметив, что «Тучи» стали её визитной карточкой, сделавшей ей репутацию «несгибаемой леди».

## Список композиций
Вся музыка написана Игорем Крутым.
| №   | Название                | Текст песни         | Длительность |
| --- | ----------------------- | ------------------- | ------------ |
| 1.  | «Я тучи разведу руками» | Илья Резник         | 4:18         |
| 2.  | «Целуй меня»            | Татьяна Тутова      | 3:35         |
| 3.  | «Ладони»                | Евгений Кемеровский | 3:51         |
| 4.  | «Любовница»             | Юрий Рыбчинский     | 4:07         |
| 5.  | «Занавес»               | Илья Резник         | 4:04         |
| 6.  | «Медовый месяц»         | Игорь Кохановский   | 3:34         |
| 7.  | «Ну и пусть»            | Игорь Николаев      | 3:44         |
| 8.  | «Девочка по имени Хочу» | Аркадий Арканов     | 3:55         |
| 9.  | «Именины черствые»      | Николай Зиновьев    | 3:41         |
| 10. | «Вчера»                 | Игорь Николаев      | 3:36         |
| 11. | «Свадебные цветы»       | Игорь Николаев      | 3:49         |
| 12. | «Ожидание»              |                     | 3:39         |
| 13. | «Любишь или нет»        | Игорь Николаев      | 3:39         |
| 14. | «Исповедь»              | Юрий Рыбчинский     | 3:55         |

## Участники записи
- Ирина Аллегрова — вокал
- Игорь Крутой — музыка, продюсирование
- Александр Федорков — аранжировка (1-3, 5, 7, 9, 12-14)
- Валерий Демьянов — аранжировка (4)
- Игорь Лалетин — аранжировка (4, 10)
- Сергей Кучменко — аранжировка (6, 8, 11)
- Олег Иванов — мастеринг

Сведения взяты из аннотации к альбому.